# ライフガーデン東松山
ライフガーデン東松山（ライフガーデンひがしまつやま）は、埼玉県東松山市あずま町に所在する、大和ハウスリアルティマネジメント（旧：ダイワロイヤル）が運営する複合商業施設である。2014年6月13日開業。
都市再生機構が東松山市南部に開発したニュータウン「むさし緑園都市」高坂駅東口第二地区（うらら花高坂）にあるネイバーフィド型ショッピングセンター (NSC) で、施設内大型の店舗が北側と東側にL字型、小型の店舗は南西側に並び、それぞれの建物が独立するオープンモール型となっている。
周辺はピオニウォーク東松山やホームセンターなどのロードサイド店舗が集まるエリアとなっている。近隣のピオニウォーク東松山と同様に、2019年10月12日の令和元年東日本台風（台風19号）では大きな被害を受けた。

## 店舗
店舗の詳細については、公式サイト「ショップ」を参照（番号は公式サイトのショップ番号に準拠）。
特記以外は2014年6月13日オープン。
1. GU[3] - 2014年9月12日オープン。
2. シュープラザ[4]
3. AOKI ライフガーデン東松山[5]
4. セリア ライフガーデン東松山店[6]
5. ウエルシア 東松山ライフガーデン店[7]
6. カスミフードスクエア ライフガーデン東松山店[8] - キーテナント
カスミの「フードスクエア」業態50店目となる店舗[9]。
7. 蔦屋書店 東松山店 - キーテナント
売場面積約1,000坪の地区最大の書店で、タリーズコーヒー[10]やスマホ修理工房[11]を併設する[12]。
8. 名学館 - 2014年6月開校。
9. 美容室EARTH - 2014年6月25日オープン。
10. 森田歯科クリニック

## 令和元年東日本台風による被害
2019年10月12日の令和元年東日本台風（台風19号）では埼玉県内でも豪雨被害が発生し、東松山市では同日夜に都幾川で堤防が決壊した。決壊現場付近の早俣地区では全域が水没したが、それよりやや高台にあり、ライフガーデン東松山やピオニウォーク東松山の所在するあずま町4丁目でも一部地区が浸水した。
浸水被害が多数報道されたピオニウォーク東松山と同様、ライフガーデン東松山でも浸水被害は甚大であった。ライフガーデン東松山は都幾川決壊現場の早俣地区に近かったこともあり、店舗のガラスは割れて濁流が流れ込み、1階で1mほどの水に浸かった。
ライフガーデン東松山では翌10月13日より全店休業し、営業再開の目処は立っていなかった。10月16日には埼玉県知事の大野元裕が被害の大きかった東松山市・坂戸市・川越市の3市を視察し、10月18日には東松山市長の森田光一が記者会見を開いている。
ライフガーデン東松山はその後、2019年12月6日に全10店舗中7店舗で営業を再開した。しかし2020年1月24日時点ではまだ、ライフガーデン東松山のGU東松山店は営業を停止していた。
なお、ピオニウォーク東松山では2020年1月23日にほぼ全店が営業開始し「復興セレモニー」が行われたが、同年1月24日時点ではユニクロピオニウォーク東松山店も営業を停止していた。

## 交通アクセス
- 東武東上線高坂駅東口から徒歩20分、または川越観光バス「TA21系統」ピオニウォーク東松山バス停から徒歩4分
- 関越自動車道東松山インターチェンジより19分、都幾川リバーサイドパークより5分[1]
- 駐車場600台、駐輪場248台